# Catedral da Trindade (São Petersburgo)
A Catedral da Trindade, (em russo:  Троицкий собор), em São Petersburgo, na Rússia, é um exemplo tardio do estilo Império, construída entre 1828 e 1835 por um projeto de Vasily Stasov. Está localizado a sul do Almirantado na Izmaylovskiy Prospekt, não muito longe da Estação Tekhnologitcheskii Institut, da Linha 1 do metrô de São Petersburgo.
A catedral, que pode acomodar até 3.000 visitantes, só recentemente começou a ser restaurada ao seu esplendor pré-revolucionário após anos de negligência. Em honra da vitória na Guerra Russo-Turca, entre 1877 e 1878, quando os russos libertaram a Bulgária da dominação otomana, uma coluna memorial foi construída em frente à fachada norte da catedral em 1886. A catedral se tornou uma parte da Patrimônio Mundial de São Petersburgo em 1990.
Em 25 de agosto de 2006, com o trabalho de reconstrução em andamento, a cúpula principal da Catedral caiu após um incêndio, assim como uma das cúpulas menores. A catedral foi restaurada e reaberta em 2010.

## História

### Primeiros anos
De acordo com a tradição russa, cada regimento dos guardas imperiais tinha sua própria catedral. A Catedral da Trindade era a igreja regimental do regimento Izmailovsky da Guarda Imperial Russa, que leva o nome de uma residência real em Izmailovo, perto de Moscou.
Em 12 de julho de 1733, uma grande tenda de campo funcionando como uma igreja foi consagrada em São Petersburgo, com ícones pintados em um cetim azul escuro. No entanto, a igreja funcionava apenas no verão, e no inverno os soldados e oficiais tinham que frequentar outras igrejas paroquiais. Entre 1754 e 1756, uma igreja de madeira foi construída no local por ordem da Imperatriz Isabel. A igreja tinha dois altares, o principal dos quais foi consagrado em nome da Trindade. A igreja sofreu grandes danos como resultado da inundação de 1824 e teve de ser reconstruída, uma comissão dada pelo Imperador Nicolau I a Vasily Stasov.

### Construção da atual igreja

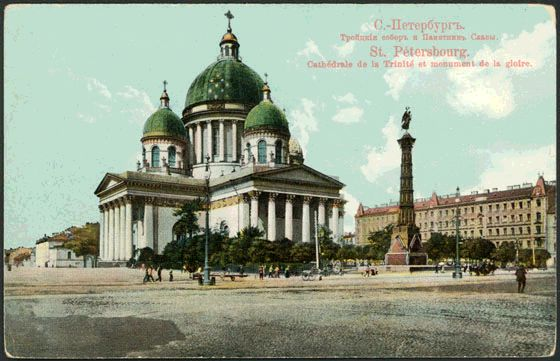
A Catedral da Trindade representa um alto ponto do Neoclassicismo russo.

A construção da nova igreja começou em maio de 1828, e a catedral foi consagrada em maio de 1835. A catedral tem uma altura de mais de 80 metros, e domina o horizonte da área circundante. As placas comemorativas aos oficiais regimentais mortos na batalha foram montadas na parede da catedral. Após a abertura da catedral, as bandeiras, as chaves dos fortes e outros troféus que o regimento ganhou em campanhas entre 1854-1855 e 1877-1878 também foram alojados na catedral.
A Catedral da Trindade foi conhecida pela sua coleção de ícones. A seção principal da catedral abrigava o ícone da Natividade, enquanto a seção sul abrigava o ícone de Jesus Cristo. A imperatriz Isabel presenteou a igreja com o ícone da Trindade do Início da Vida em 1742. Outros objetos sagrados alojados na catedral incluíam uma grande arca feita sob a forma de uma cruz de prata em 1753, uma grande cruz de prata apresentada à catedral por Nicolau I em 1835, e dois grandes Evangelhos em ataduras valiosas.

### Pós-Revolução
Em 1922, a maioria dos objetos de valor da catedral foi saqueada e o roubo continuou por vários anos até que a catedral foi finalmente fechada em 1938. Havia rumores de planos para demolir a catedral e usar o material restante para um teatro de trabalhadores do distrito. No entanto, a catedral foi transferida para o Ministério Soviético de Telecomunicações, na qual se tornou um armazém. Somente em 1990 a catedral retornou às mãos da Igreja Ortodoxa Russa, quando a restauração começou. Naquela época, o interior era em grande parte nu, em comparação com o esplendor e a majestade de seu passado pré-revolucionário.

### Incêndio em 2006

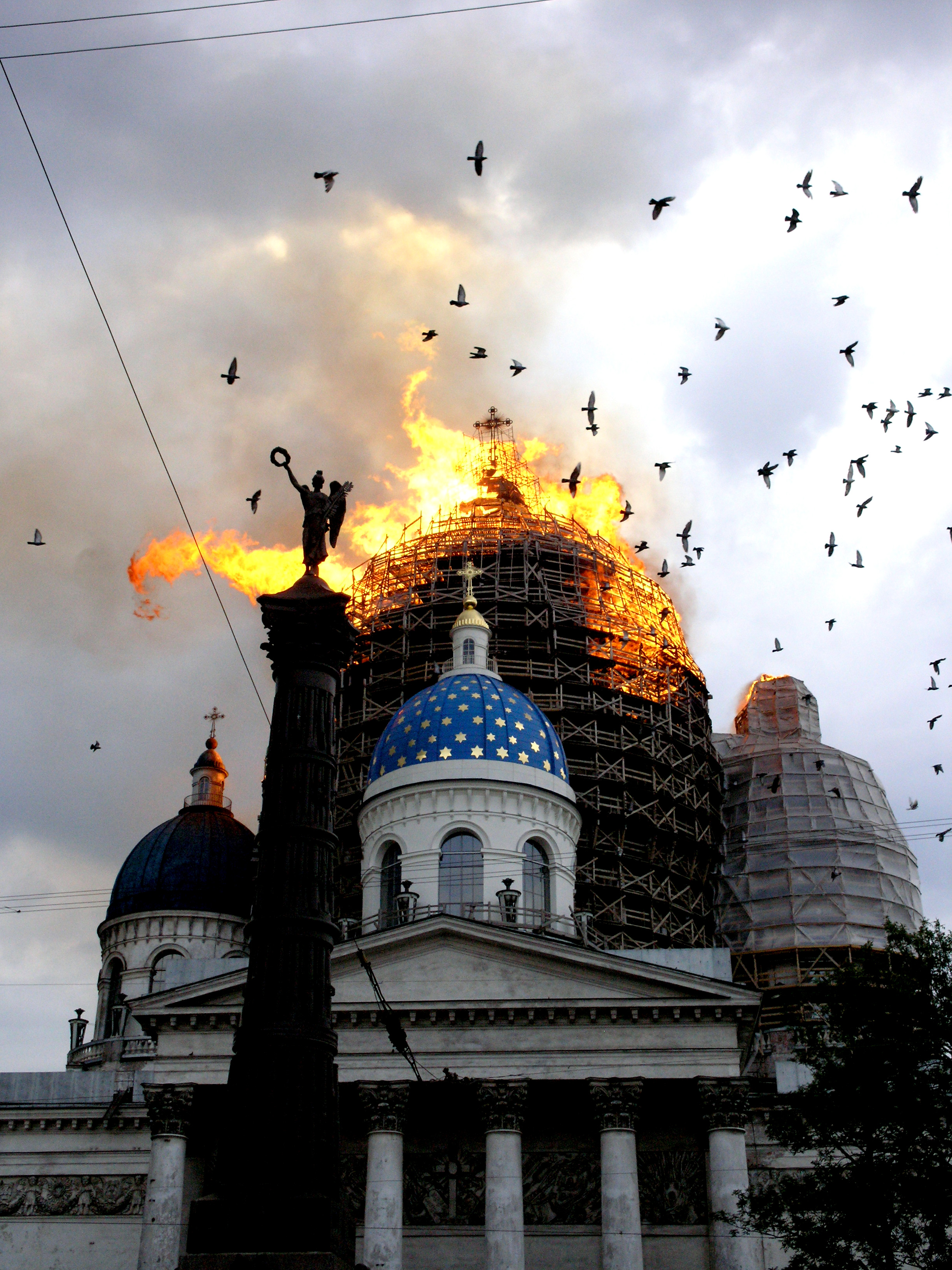
A Catedral em chamas.

Às 17 horas do dia 25 de agosto de 2006, enquanto a catedral estava em reconstrução, um incêndio a partir de um andaime de restauração desmoronou a cúpula principal, destruiu uma das quatro cúpulas menores e danificou severamente o interior. Bombeiros lutaram para salvar as outras três cúpulas assim como trabalhadores de emergência removeram ícones e outros artigos religiosos. Um helicóptero despejou água na estrutura histórica. Cerca de quatro horas após do início do incêndio, uma das três cúpulas restantes havia sido danificada, mas o fogo estava contido. Um porta-voz do departamento confirmou mais tarde que o incêndio havia sido extinto.
A chama aparentemente começou em andaimes no exterior da igreja, que estava passando por restauração. Os ícones mais valiosos e outros itens foram salvos, e danos estruturais sob a área do telhado foi menor.
Os oficiais mais tarde tentaram duramente diminuir a notícia dos danos. A diretoria de emergência de São Petersburgo refutou relatos de mídia anteriores que alegavam que pelo menos duas cúpulas da Catedral haviam sido destruídas. A governadora Valentina Matvienko prometeu restaurar a catedral dentro do menor tempo possível, se comprometendo a alocar 30 milhões de rublos naquele ano em preparativos para reconstruir a catedral. A restauração foi concluída, e a catedral reabriu em 2010.